# TEXRail

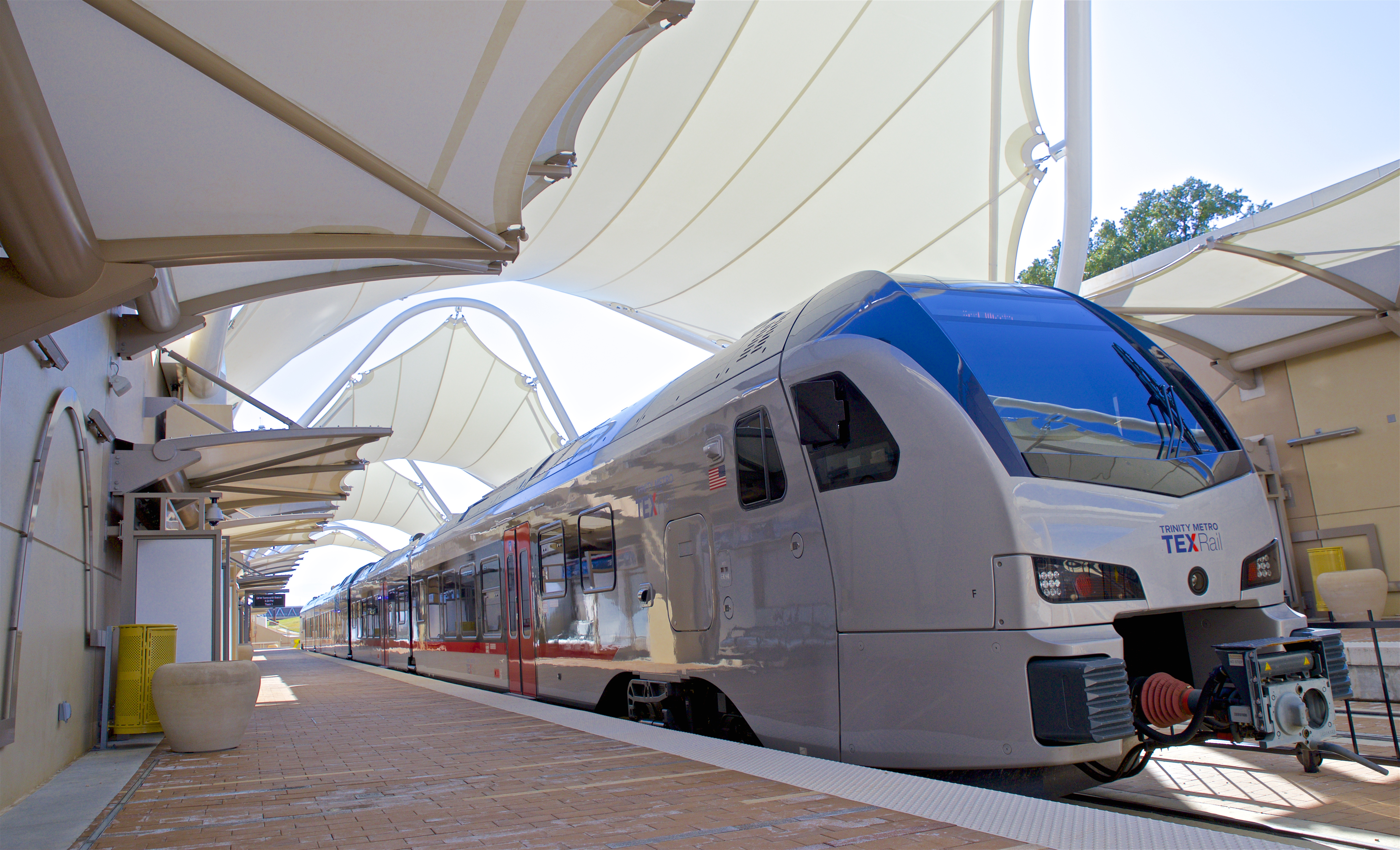
FLIRT von TEXRail am Flughafenbahnhof Dallas/Fort Worth Terminal B

TEXRail ist eine Schienenverkehrsverbindung von Fort Worth, Texas zum Flughafen Dallas/Fort Worth. Die Strecke ist 43,5 Kilometer lang, hat neun Halte und wird von Trinity Metro betrieben. Der volle Fahrgastbetrieb begann am 10. Januar 2019. Als Hybrid Rail wird die Strecke mit europäischen Zügen betrieben, die geringere Crashfestigkeit als nordamerikanische besitzen.

## Strecke

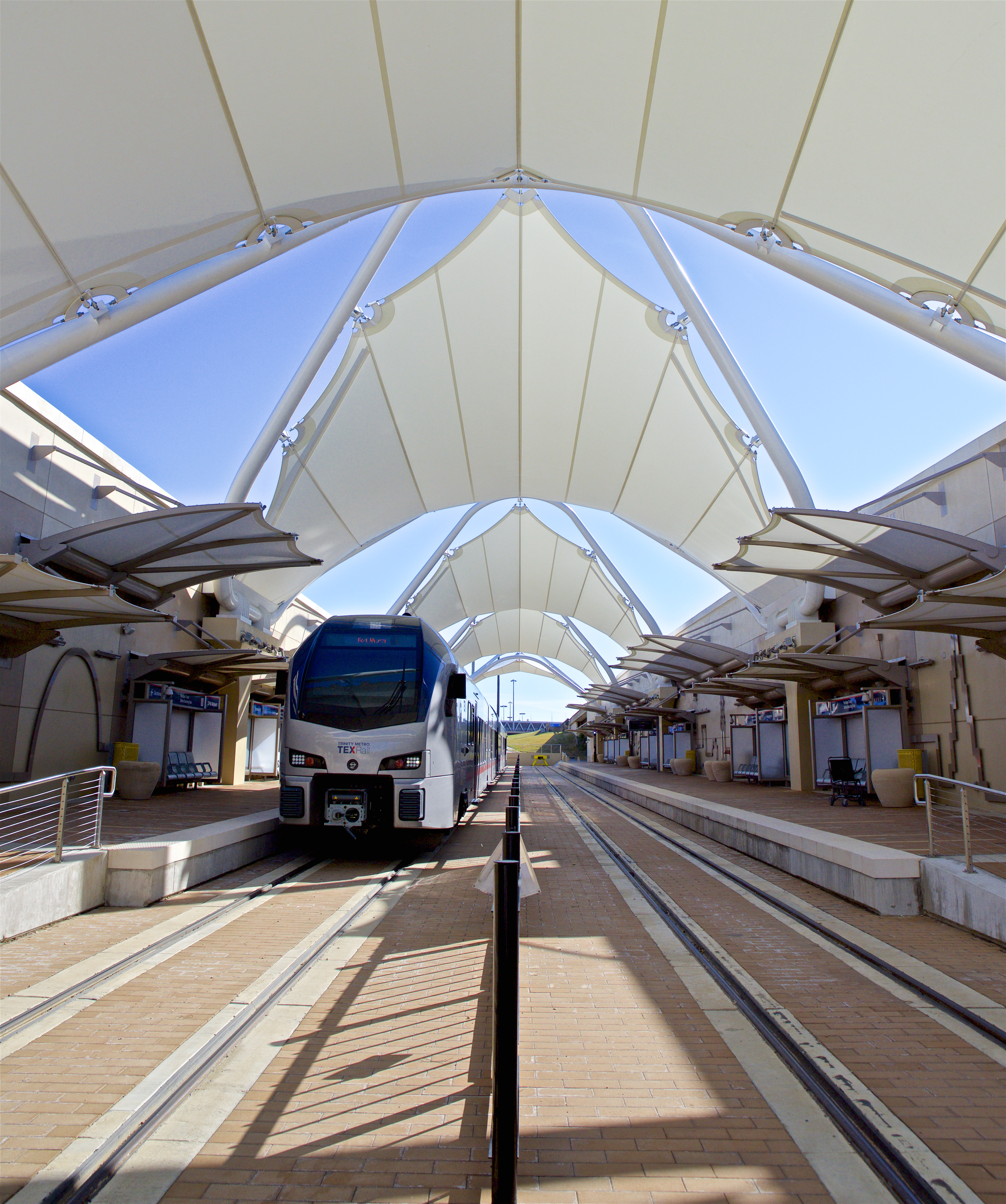
Der Bahnhof am Terminal B ist wie eine Stadtbahnhaltestelle gestaltet

Die normalspurige Strecke ist eingleisig und nicht elektrifiziert. Die Streckenhöchstgeschwindigkeit liegt bei 110 km/h.
Die Strecke beginnt am zweigleisigen Bahnhof DFW Airport Terminal B am Flughafen Dallas/Fort Worth direkt neben der Endhaltestelle der Dallas Light Rail. Hier kann zum Flughafen-Peoplemover Skylink umgestiegen werden. Von dort führt TEXRail parallel zur Light Rail nach Norden, wo sie hinter der Station DFW Airport North auf die bestehende Cotton-Belt-Trasse Richtung Südwesten einschwenkt. Die drei folgenden Stationen sind für Zugkreuzungen jeweils zweigleisig ausgebaut. Nördlich von Fort Worth mündet die Strecke in einen Güterzugkorridor ein. TEXRail wird nun parallel zu den Güterzuggleisen teilweise in Hochlage geführt. Vor dem Bahnhof Fort Worth Central trifft die Strecke auf den Trinity Railway Express, mit dem TEXRail bis zur Endbahnhof Fort Worth T&P (Texas & Pacific) die Gleise teilt.
Eine Verlängerung von Fort Worth um drei Kilometer nach Südwesten zum Medical District ist geplant. Zukünftig wird man am Flughafen zur Silver Line, einer ähnlichen Bahnlinie in Dallas, umsteigen können.

## Betrieb
Es wird die ganze Woche über ein Halbstundentakt angeboten, der in den Abendstunden ausgedünnt wird. Die Fahrzeit zwischen den beiden Endstationen liegt knapp unter einer Stunde.

## Fahrzeuge
TEXRail setzt Dieseltriebzüge des Typs FLIRT von Stadler Rail ein. Sie sind vierteilig und verfügen über einen zusätzlichen Mittelwagen, in dem die beiden 520 kW leistenden Deutz-Dieselmotoren untergebracht sind. Es sind 229 Sitzplätze vorhanden, maximal können 488 Fahrgäste befördert werden. Für den Betriebsbeginn wurden acht Fahrzeuge beschafft, vier weitere sollen 2027 geliefert werden. Aufgrund des Buy America Act muss mindestens 60 Prozent der Wertschöpfung in den USA stattfinden. Die Fahrzeuge wurden daher im Stadler-Werk in Salt Lake City endmontiert, während die Wagenkästen in Ungarn gefertigt wurden. Der im Juni 2015 geschlossene Kaufvertrag mit Instandhaltung hat einen Wert von rund 100 Millionen Dollar.